# Ахмад Ради
Ахмад Ради Амаеш (араб. أحمد راضي هميش‎; 21 марта 1964, Самарра — 21 июня 2020) — иракский футболист, выступавший на позиции нападающего.
В составе сборной Ирака принимал участие в чемпионате мира 1986 года и Олимпийских играх 1988 года.

## Карьера

### Клубная
Ахмад Ради начал карьеру в 1982 году в клубе «Аль-Завраа». В команде играл до 1985 года, когда перешёл в клуб «Аль-Рашид», который незадолго до этого попал под контроль Удея Хусейна. С «Аль-Рашидом» выиграл три чемпионства и два Кубка Ирака.
Вернувшись в «Аль-Завраа», стал чемпионом страны в 1991 году. Позднее выступал за катарский клуб «Аль-Вакра», стал лучшим бомбардиром чемпионата Катара сезона 1993/94 с 12 мячами. С 1996 года вновь играл за «Аль-Завраа», выиграл чемпионат Ирака сезона 1998/99, после чего закончил выступления.

### В сборной
В сборной Ирака дебютировал 28 апреля 1983 года в товарищеском матче со сборной Египта, в этой же встрече забил первый гол за сборную. Принимал участие в чемпионате мира 1986 года, забил единственный гол команды на турнире, отличившись в матче против сборной Бельгии. Провёл 3 матча на Олимпийских играх 1988 года.
Всего за сборную Ирака сыграл 73 игры, забил 42 гола. В 1988 году был назван футболистом года в Азии. В списке лучших футболистов Азии XX века по версии МФФИИС в 2000 году занял 9-е место.

## Смерть
Скончался на 57-м году жизни в Багдаде от осложнений, вызванных коронавирусной инфекцией